# Werner Hilber

Werner Hilber (1981), Foto Herbert Maeder

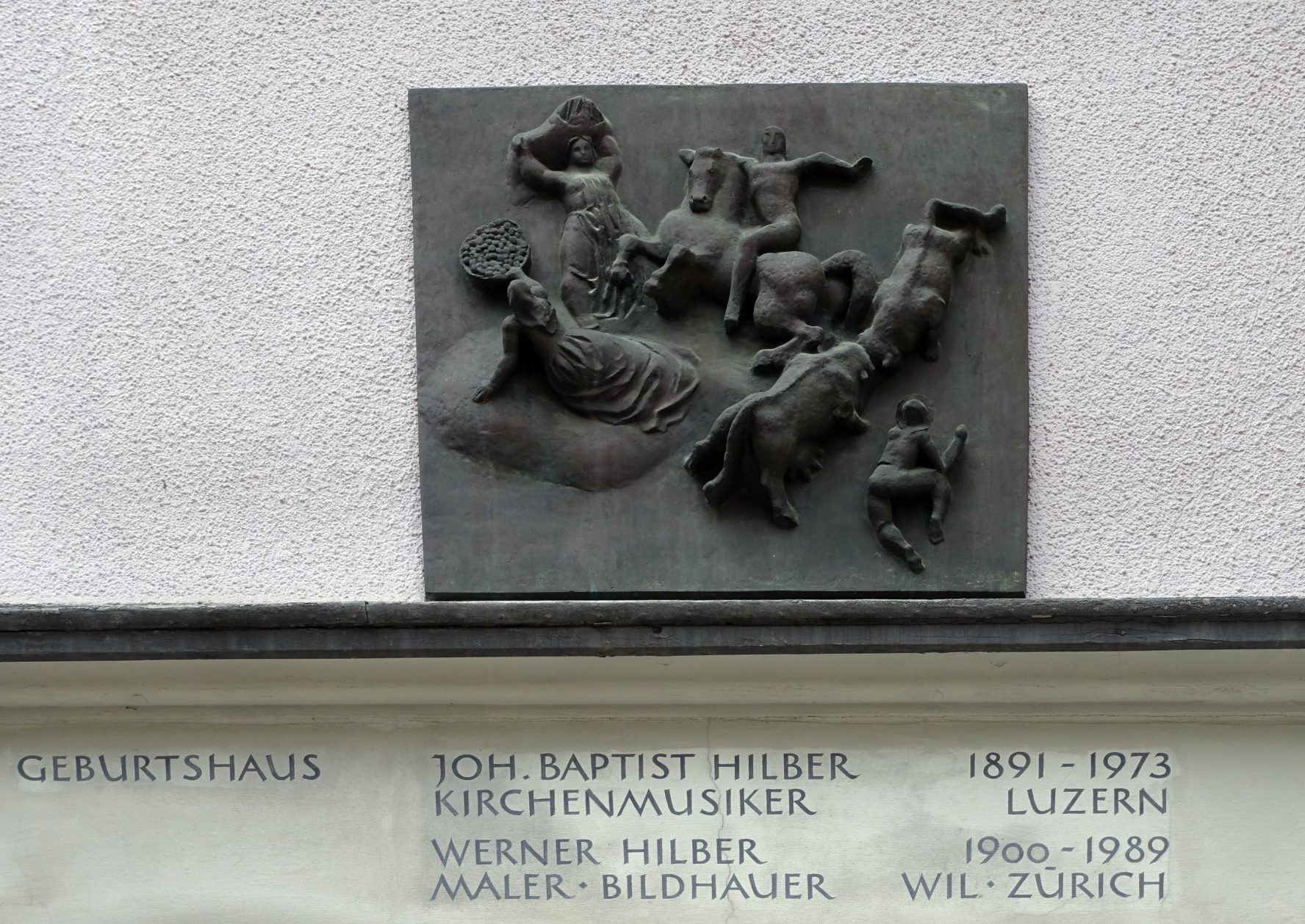
Relief und Inschrift am Geburtshaus in der Wiler Marktgasse 10.

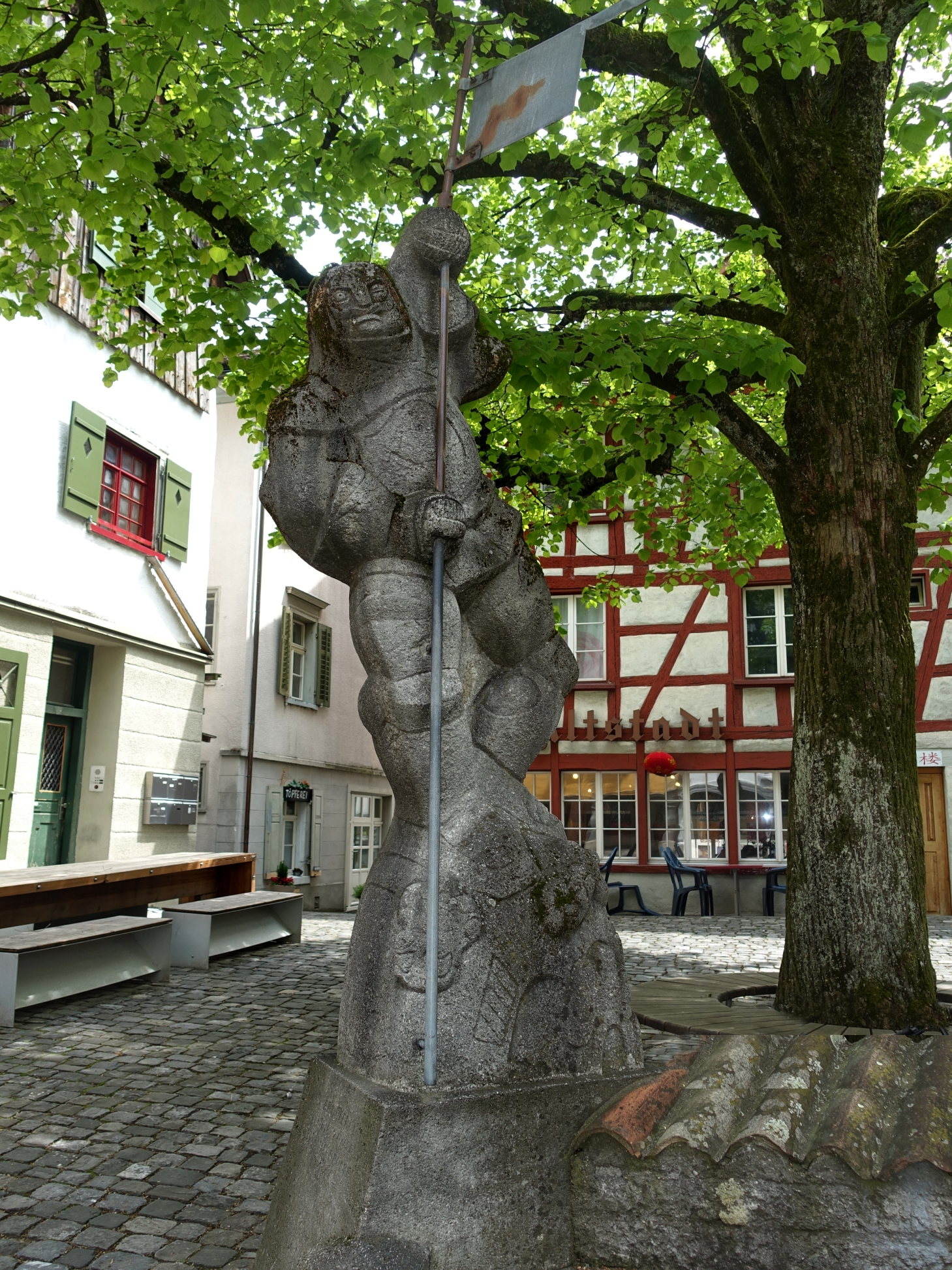
Böckebrunnen-Skulptur (1951) in Wil.

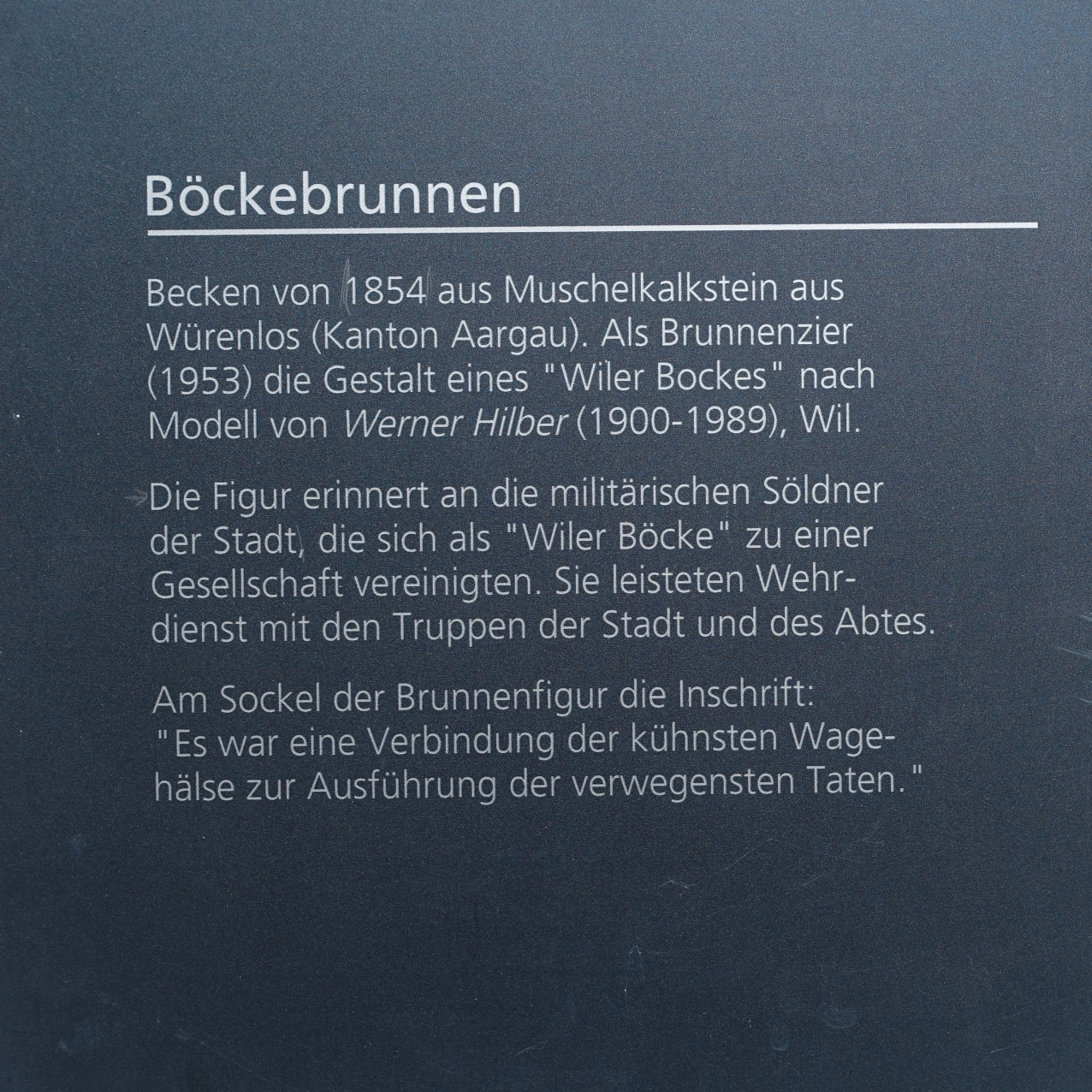
Infotafel zum Wiler Böckebrunnen.

Werner Hilber (* 28. August 1900 oder 30. August 1900 in Wil, Kanton St. Gallen; † 5. November 1989 in Kronbühl-Wittenbach, Kanton St. Gallen oder 6. November 1989 in Zürich) war ein Schweizer Bildhauer und Maler.

## Leben und Werk
Die Eltern von Werner Hilber führten an der Marktgasse 10 in der Wiler Altstadt im Haus «Pelikan» ein kleines Geschäft für Wäsche und Stoffe. Seit seiner Kindheit bis zum Alter von 65 Jahren litt Hilber an einer Lungenerkrankung, die mit häufigen Kuraufenthalten verbunden war. Zusammen mit fünf Geschwistern wuchs er in einem musischen Umfeld auf; am Klavier improvisierend oder zeichnend zeigten sich seine Begabungen schon früh, und sein Vater ermöglichte ihm die weitere künstlerische Ausbildung. Werners älterer Bruder war der Komponist und Kirchenmusiker Johann Baptist Hilber (1891–1973).
Nach seiner Schulzeit liess sich Hilber in der Wiler Werkstatt Marmon & Blank zum Holzbildhauer ausbilden. Von 1921 bis 1922 besuchte er die Kunstgewerbeschule in Zürich sowie (im Sommersemester 1925), die Bildhauerklasse von Joseph Wackerle an der Akademie der Bildenden Künste in München. Von 1927 bis 1930 studierte Hilber bei Antoine Bourdelle an der Académie de la Grande Chaumière in Paris. In diesen Jahren entstanden viele expressionistische Holzschnitzereien sowie zahlreiche Akte und Porträtstudien; Hilber hatte unter anderem Kontakt mit Alberto Giacometti, Otto Charles Bänninger und Jacques Lipchitz, mit dem er ein Leben lang befreundet war.
Nach seiner Rückkehr in die Schweiz schuf er in einem neuen Atelier an der Wiler Tonhallestrasse zahlreiche Kunstwerke für seine Heimatstadt. Dazu zählen die Bärenbrunnen- und Böckebrunnen-Skulpturen in der Wiler Altstadt (1935 und 1951), das Priestergräber-Relief (1932) an der Kirche St. Peter sowie verschiedene Arbeiten (1933) in der Stadtkirche St. Nikolaus. 1939 präsentierte er ein Kunststein-Relief für die Abteilung Landwirtschaft/Pflanzenbau der Schweizerischen Landesausstellung («Landi 39») in Zürich.
Von 1938 bis 1940 lebte Hilber, zusammen mit seiner Partnerin Beatrix («Trixli»), im Tessin und, von 1940 bis 1945, im Wallis. Hier schuf er zahlreiche Landschafts-Malereien, zum Teil in Öl auf Leinwand oder als Gouachen mit diversen Mischtechniken auf Hartfaserplatten. 
Sein zweites Atelier bezog er 1945 am Neumarkt in Zürich. Dort entstanden viele seiner realistisch-expressiven sowie surrealistischen Werke. In den Fünfziger Jahren beschäftigte sich Hilber zunehmend mit Keramik; es entstanden Klein-Keramiken, oft mit Hähnen oder Stieren als wiederkehrenden Motiven. Das Relief «Kleine Fuge, Frau Musica», ein Auftragswerk der Stadt Zürich von 1964, schmückt die Supraporte an der Froschaugasse 20. 1965 war Hilber von seiner Lungenerkrankung vollständig genesen. Damit begann für ihn eine neue Schaffensperiode, die sich in seinem neuen Atelier an der Zürcher Chorgasse 11 fortsetzte. Hilber war ein freiheitsliebender und eigenständiger Künstler, der seine Werke nur ungern veräusserte, womit er sich selbst nicht selten in finanzielle Schwierigkeiten brachte.
Werner Hilber vermachte sein Schaffen zu einem grossen Teil der Stadt Wil, die die Kunstwerke inventarisierte und verwaltet. 1994 wurde die «Werner-Hilber-Stiftung»gegründet, die, gemeinsam mit der «Kunstmaler Karl Peterli-Stiftung» und der «Kunstmaler Karl Glauner-Stiftung», 2012 in der neuen «Wiler Künstlerstiftung» zusammengeführt wurden.

## Werkauswahl
- 1932: Priestergräber-Relief, Kirche St. Peter, Wil.
- 1933: Verschiedene Arbeiten, Stadtkirche St. Nikolaus, Wil.
- 1935: Bärenbrunnen-Skulptur «Bären mit der Trommel», Wiler Altstadt.
- 1939: Kunststein-Relief für die Abteilung Landwirtschaft-Pflanzenbau, Schweizerische Landesausstellung («Landi 39»).
- 1951: Böckebrunnen-Skulptur «Wiler Böcke», Wiler Altstadt.
- 1964: Relief «Kleine Fuge, Frau Musica», Zürich.

## Ausstellungen
- 1936: Nationale Kunstausstellung, Kunstmuseum Bern.
- 1936: Junge Schweizer Kunst, Kunstmuseum Luzern.
- 2000: Werner Hilber-Gedenkausstellung, Wil.
- 2003: Labyrinth des Lebens, Rheinau ZH.